# Дивов хлеб
Дивов хлеб је роман британске списатељице Агате Кристи, први пут објављен у Уједињеном Краљевству од стране Колинса у априлу 1930, а у САД од Даблдеја касније исте године. Британско издање се продавало за седам шилинга и шест пенија (7/6), а издање за САД по цени од 1,00 долара. То је први од шест романа које је Кристи објавила под псеудонимом Мери Вестмакот. Роман је један од шест љубавних романа Агате Кристи. Главни јунак је талентовани музичар који мора да одлучи у којем правцу жели да настави живот и донесе тешке одлуке. Тема романа је трагање за смислом живота.

## Књижевни значај и рецепција
The Times Literary Supplement прегледао је књигу 29. маја 1930. Рецензент, несвестан правог идентитета аутора, похвалио је „пролог о хапшењу“ и навео да су прве године Вернона Дејра „описане са шармом и ухваћеним са дечјег гледишта“.
Рецензија у The New York Times Book Review (17. август 1930.) наводи: „Ко год се крије испод псеудонима Мери Вестмакот може се осећати поносним на Дивод хлеб. Није битно ко је она, јер је њена књига далеко изнад просека тренутне белетристике, у ствари, добро се сврстава у 'добра књига'. И само задовољавајући роман може да добије тај назив. У Џиновом хлебу постоје трагови пажљивог, детаљног писања енглеског романописца, а постоје и наговештаји метода Мери Робертс Рајнхарт да помиње готову епизоду и касније објашњава како се све то догодило. Рецензија је закључила: "Свака фигура је добро замишљена, људска и истинита."
Џералд Гулд је рецензирао роман у издању Обсервера од 4. маја 1930. и написао: „Дивов хлеб је амбициозна и изненађујуће сентиментална прича о младићу са музичким генијем, помешаним љубавним везама, изгубљеним памћењем, породичном традицијом и друге робе из торбе трикова романописца. Госпођица Вестмакот показује таленат за приповедање; али би вероватно била оригиналнија да се мање напрезала за оригиналношћу. Очекивао бих да ће њена књига бити веома популарна.“

## Историја публикације
Посвета књиге гласи: „У спомен на моју најбољу и најистинију пријатељицу, моју мајку“.
- 1930, William Collins and Sons (Лондон), April 1930, тврд повез, 448 стр.
- 1930, Doubleday (Њујорк), 1930, тврд повез, 358 стр.
- 1964, Dell Books (Њујорк), мек повез, 320 стр.
- 1973, Arbor House (Њујорк), тврд повез, 312 стр;  0-87795-058-X
- 1975, Fontana Books (Imprint of HarperCollins), мек повез, 288 стр;  0-00-616802-7
- 1980, Ulverscroft Large-print Edition, тврд повез, 577 стр;  0-7089-0405-X